# Janukism
Janukism (ukrainska: янукізм) är en ukrainsk term som syftar på språkliga fel och andra misstag som politiker i Ukraina gör. Namnet för fenomenet kommer från Ukrainas tidigare president Viktor Janukovytj som ville framstå som välutbildad, men som gjorde bort sig efter några offentliga misstag.
Den populäraste janukismen lär vara proffesor (ukrainska: проффесор): Janukovytj stavade fel i titeln professor i sin anmälningsblankett då han kandiderade i presidentvalet 2004. Vid samma anmälan skrev han sammanlagt 12 fel: exempelvis stavade han sin hustrus namn och sin födelseort fel. Därtill har Janukovytj gjort så många andra skrivfel att hans doktorsexamen i ekonomi har ifrågasatts. Också det att Janukovytj var bland de framgångsrikaste författarna i Ukraina i början av 2010-talet väckte frågor om huruvida han verkligen var böckernas riktige upphovsman med tanke på alla hans skrivfel.

## Exempel på janukismer
| Janukism                                             | Förklarning | Källa |
| ---------------------------------------------------- | --- | ----- |
| проффесор (professor)                                | extra ф (f); dubbelkonsonant brukar inte finnas i de lånord som har lånats till ukrainska                                       | [ 2 ] |
| Welcome in Ukraine!                                  | fel preposition (to istället för in); Janukovytj sade detta under ett statsbesök till Japan år 2011                             | [ 5 ] |
| Isaak Bebel                                          | Janukovytj förväxlade den ukrainska författaren Isaak Babel med den tyska politikern August Bebel                               | [ 6 ] |
| йолка (jolka)                                        | betyder "julgran". Den ukrainska termen är "ялинка (jalynka)" som Janukovytj glömde                                             | [ 4 ] |
| прємьєр-міністр (premjer-ministr)                    | korrekta formen: прем'єр-міністр; betyder "premiärminister"                                                                     | [ 2 ] |
| курасани (kurasany)                                  | korrekta formen: круасани (kruasany); betyder "croissant"                                                                       | [ 7 ] |
| generalsekreterare Clinton                           | Janukovytj kallade Hillary Clinton för generalsekreterare (Secretary General) istället för utrikesminister (Secretary of State) | [ 6 ] |
| Folk från Lviv är "landets bästa folkmord"           | Janukovytj förväxlade orden генофонд (henofond, "genpool") med геноцид (genotsyd, "folkmord")                                   | [ 8 ] |
| Anna Achmetova                                       | det riktiga efternamnet: Achmatova                                                                                              | [ 6 ] |
| "när du ser med egna händer (– –) rör med egna ögon" | Janukovytj beskriver guvernörernas rapporter                                                                                    | [ 9 ] |

En janukism kan också vara ett sakfel från Janukovytjs sida och som inte har några språkliga fel alls; Janukovytj har bl.a. påstått att Athos ligger i Palestina (i verkligheten i Grekland), att Olympiska vinterspelen 2022 är "världsmästerskapstävling" och att Israel är ett europeiskt land.